# 참수

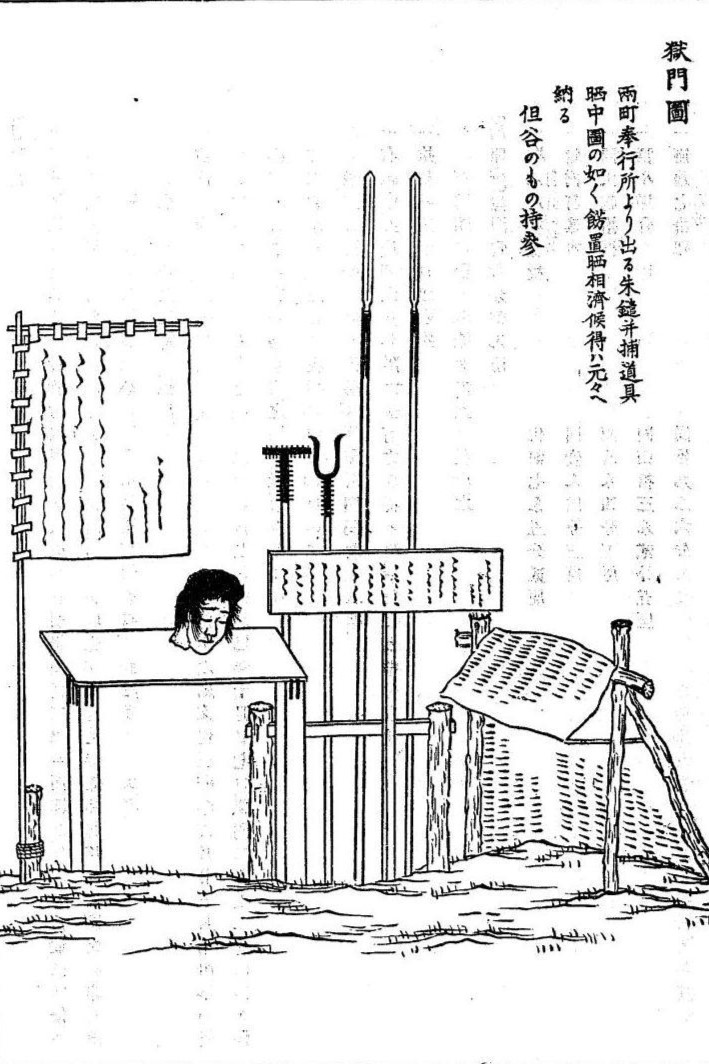
獄門図（『古事類苑』）

참수(斬首, 영어: decapitation, beheading)란 사람의 목을 베는 것을 말한다. 이를 형벌로서 행하는 것을 참수형(斬首刑)이라 한다. 참수는 뇌가 동체로부터 혈액을 공급받지 못할 경우, 몇 초에서 몇 분 사이에 반드시 사망한다.

## 참수형의 역사
폭력, 방화, 살인 및 처형 방법으로 인류 역사상 가장 오래된 방법 중 하나이며, 거의 모든 문화권에서 볼 수 있었다. 참수의 도구로는 도끼, 검 및 단도 등의 무기 및 절단 도구와 단두대(기요틴)나 작두와 같은 특화된 참수 기구가 사용되는 경우가 있다. 과거 중국에서는 오형(五刑) 중의 하나로 대벽(大辟)이라고도 부르며, 과거 한자 문화권에서는 참수를 참형(斬刑) 또는 참시(斬弑)로 불렀고 참시는 다시 정해진 때에 목을 베는 참대시(斬待弑)와 사형 선고와 동시에 목을 베어는 참부대시(斬不待弑)로 나뉜다.
단, 오늘날에는 그 잔혹성 등을 이유로 일부 국가를 제외하고는 세계적으로 사형으로서의 참수는 금해지고 있다. 대개 머리가 잘릴 경우 즉사하며, 현재의 의학기술로도 이를 소생시키는 것은 불가능하다.
이슬람 샤리아 율법에 따라 사우디아라비아, 예멘, 카타르는 법률로 참수형을 두고 있으나, 실제로 이를 공개 집행하는 나라는 사우디아라비아 뿐이다. 이라크 전쟁 이후의 이라크 무장 세력 중 일부는 이라크에 병력을 파병한 나라의 외국인을 참수하는 비디오를 공개하여 전 세계적인 비난을 받았다. 이슬람 테러 단체인 IS가 주로 사용하는 살해 방법이기도 하다.
간혹 이미 사망한 사람에게 참수를 집행하는 경우도 있었다. 이를 부관참두(剖棺斬頭)라 하며 이런 참수는 사형이 아닌 명예형으로 간주된다.
전통 중국에서 참수는 교살보다 더 가혹한 형벌로 여겨졌지만, 교살은 더 오래 지속되는 고통을 초래했다. 이는 유교 전통에서 사람의 몸은 부모가 준 선물이었기 때문에 조상의 몸을 절단하여 무덤에 돌려보내는 것은 조상에 대한 무례한 일이었기 때문이다. 그러나 중국에는 몸을 여러 조각으로 절단하는 것과 같은 다른 형벌이 있었다. 또한 허리에서 몸을 자르는 관행도 있었는데, 이는 청나라 초기에 폐지되기 전까지 일반적인 처형 방법이었지만 이로 인해 오래 죽는다는 이유로 폐지되었다. 또한, 참수된 후 바로 죽지 않았고 고통을 서서히 느끼며 죽었다.

## 참수형의 과정
참수형을 집행하는 이를 도부수(刀斧手)라 한다. 참수하는데 사용되는 연장이 검과 도끼이기 때문이다. 참수형도 같은 참수형이 아닌 게 도부수가 참수형을 어떻게 집행하느냐에 따라 참수형의 무게가 달라진다.

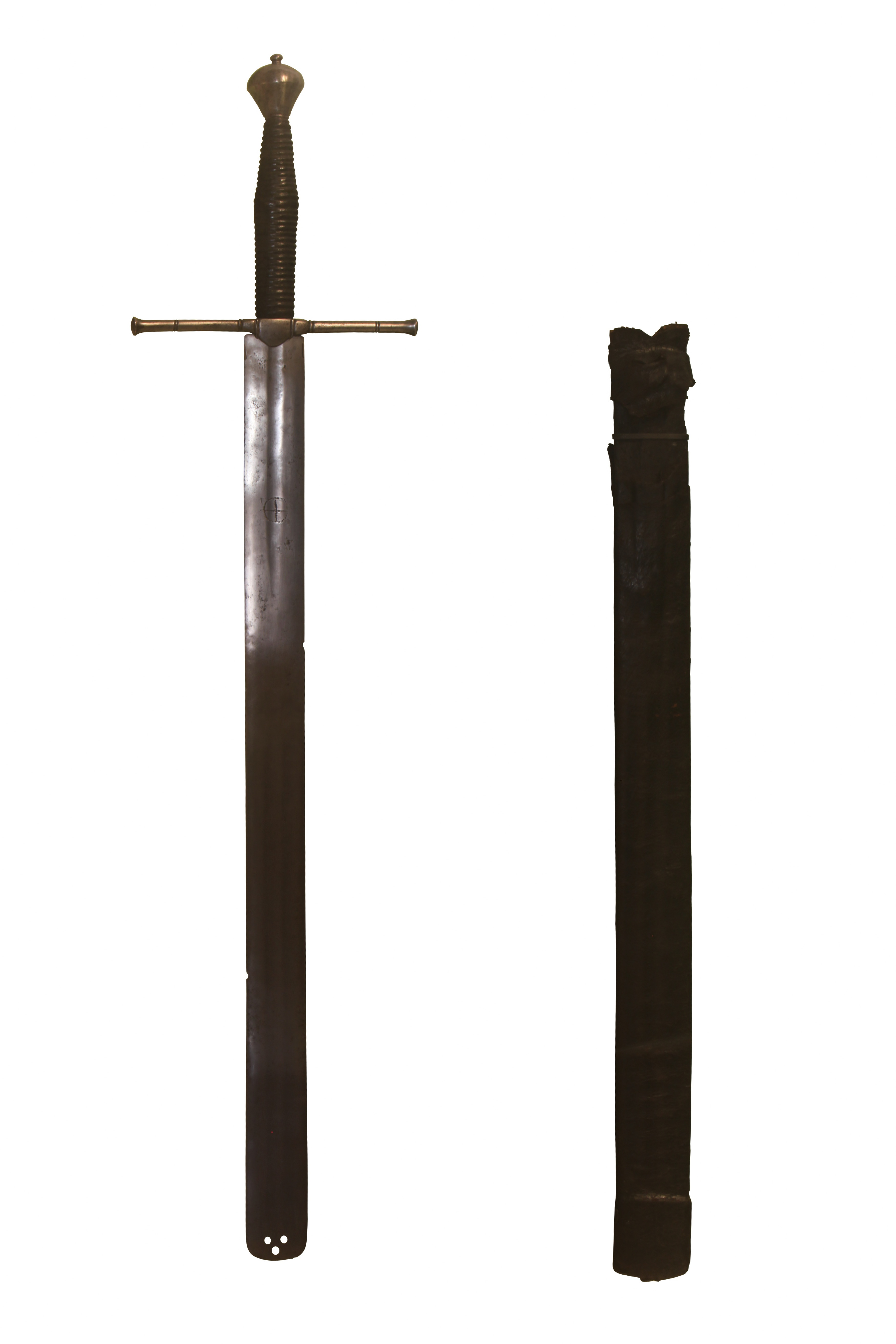
16세기 쯤에 널리 쓰이던 참수용 검

## 사고로 인한 참수
사고로 인한 참수는 폭발, 자동차 및 산업 재해, 헬리콥터 날에 벤 경우 등 다양하며, 잘못 집행된 교수형이나, 특수한 폭행 등으로 인하여 머리가 절단될 수 있다. 자살 방법으로 참수가 사용되는 경우도 있으나, 극히 드물다. 참수는 국가나 조직의 핵심 지도자를 제거하는 경우에 대해서 비유적으로 쓰이는 경우가 있다.

## 같이 보기
- 단두대
- 참수작전

## 내용주
1. ↑  이 경우에는 사형이 아닌 사고사로도 볼 수 있다.